# 岐阜県道86号金山明宝線
岐阜県道86号金山明宝線 （ぎふけんどう86ごう かなやまめいほうせん）は、岐阜県下呂市金山町金山から岐阜県郡上市明宝畑佐に至る主要地方道（岐阜県道）である。1983年（昭和58年）1月28日認定。

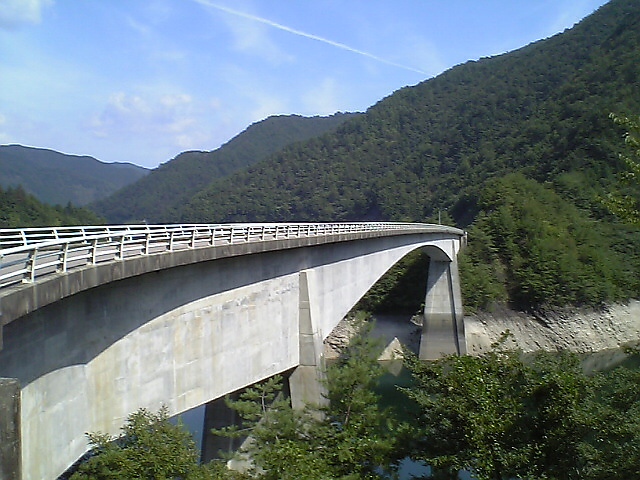
馬瀬大橋

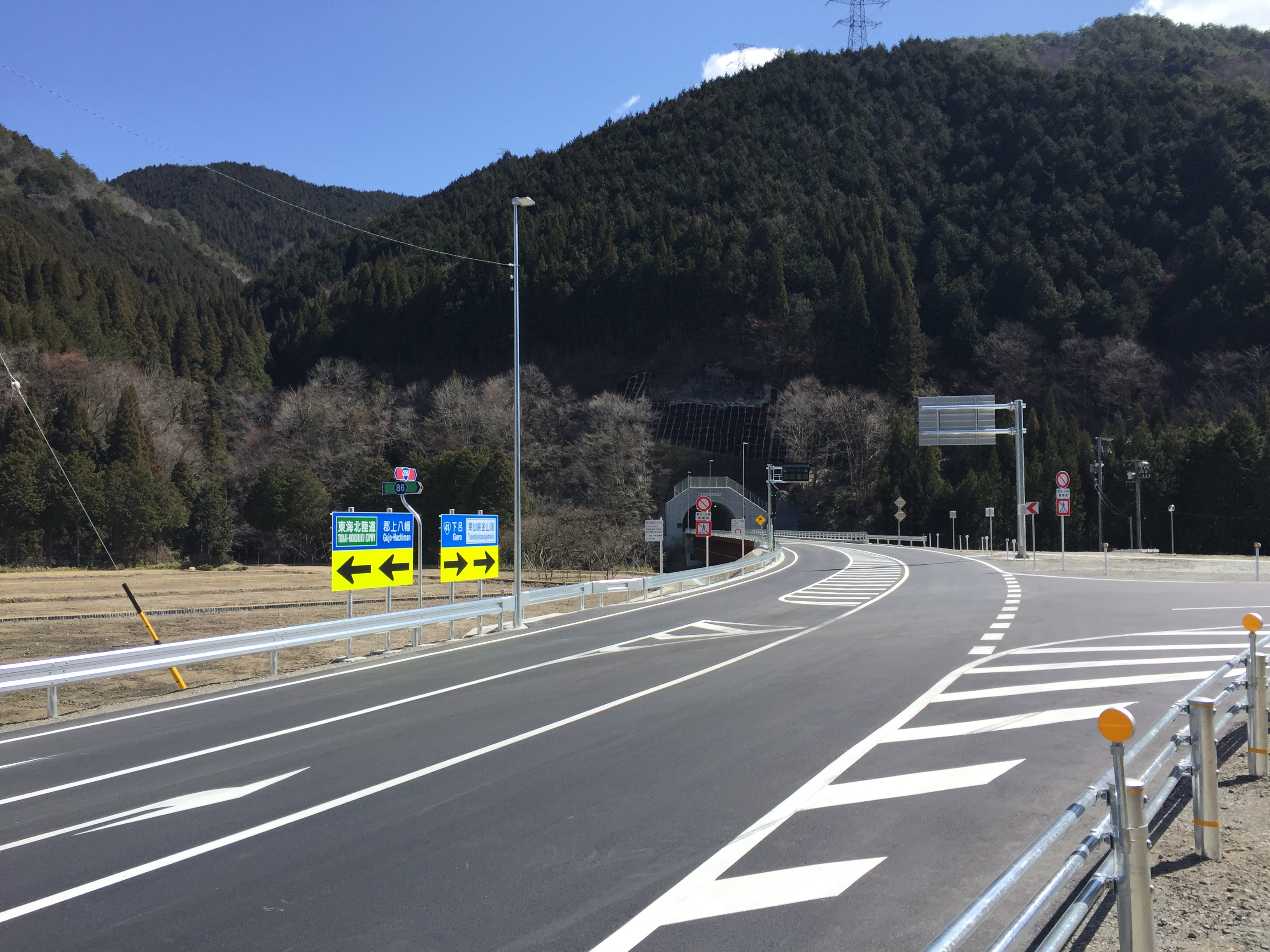
濃飛横断自動車道和良インター交差点

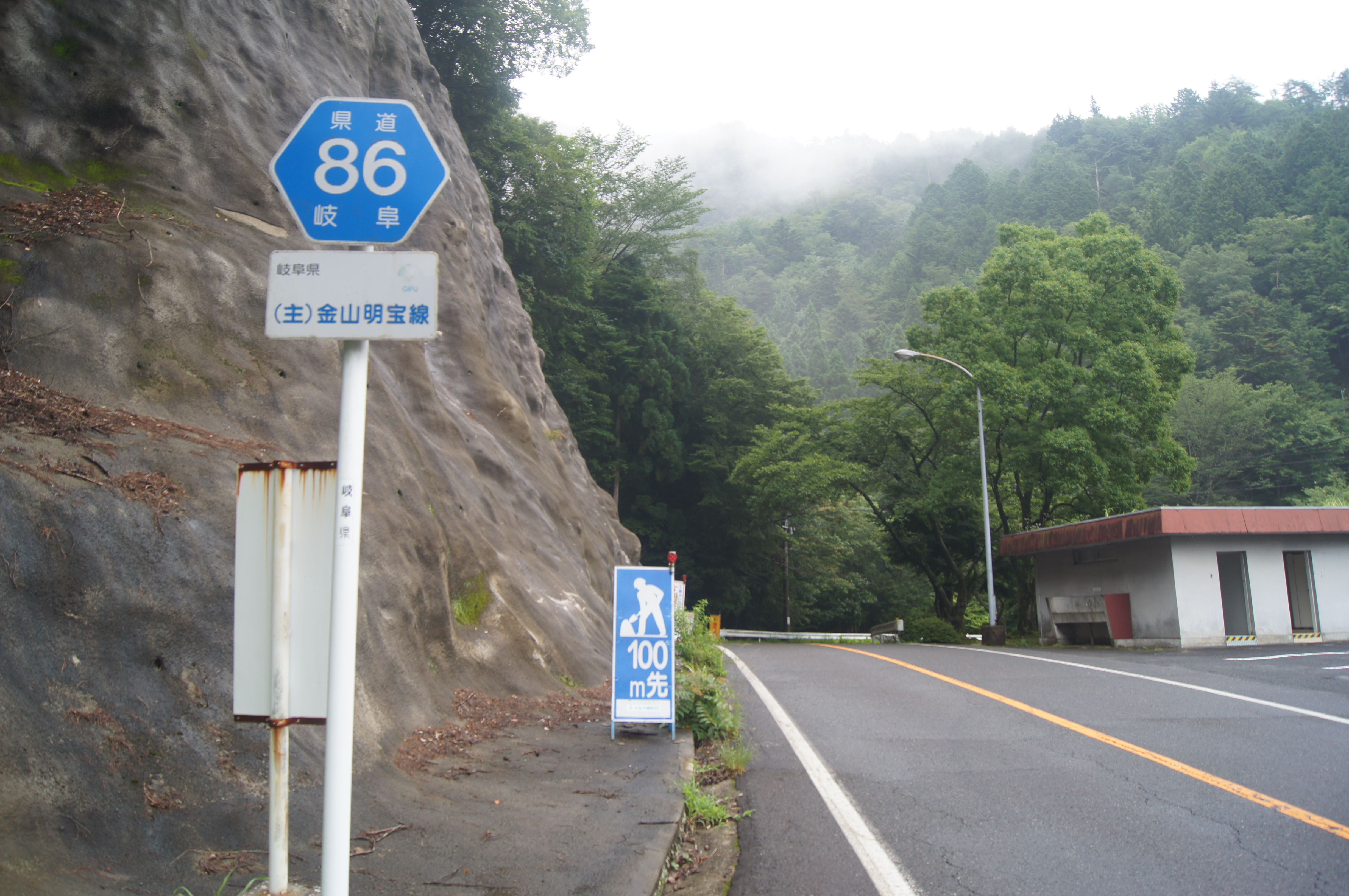
岩屋ダム付近

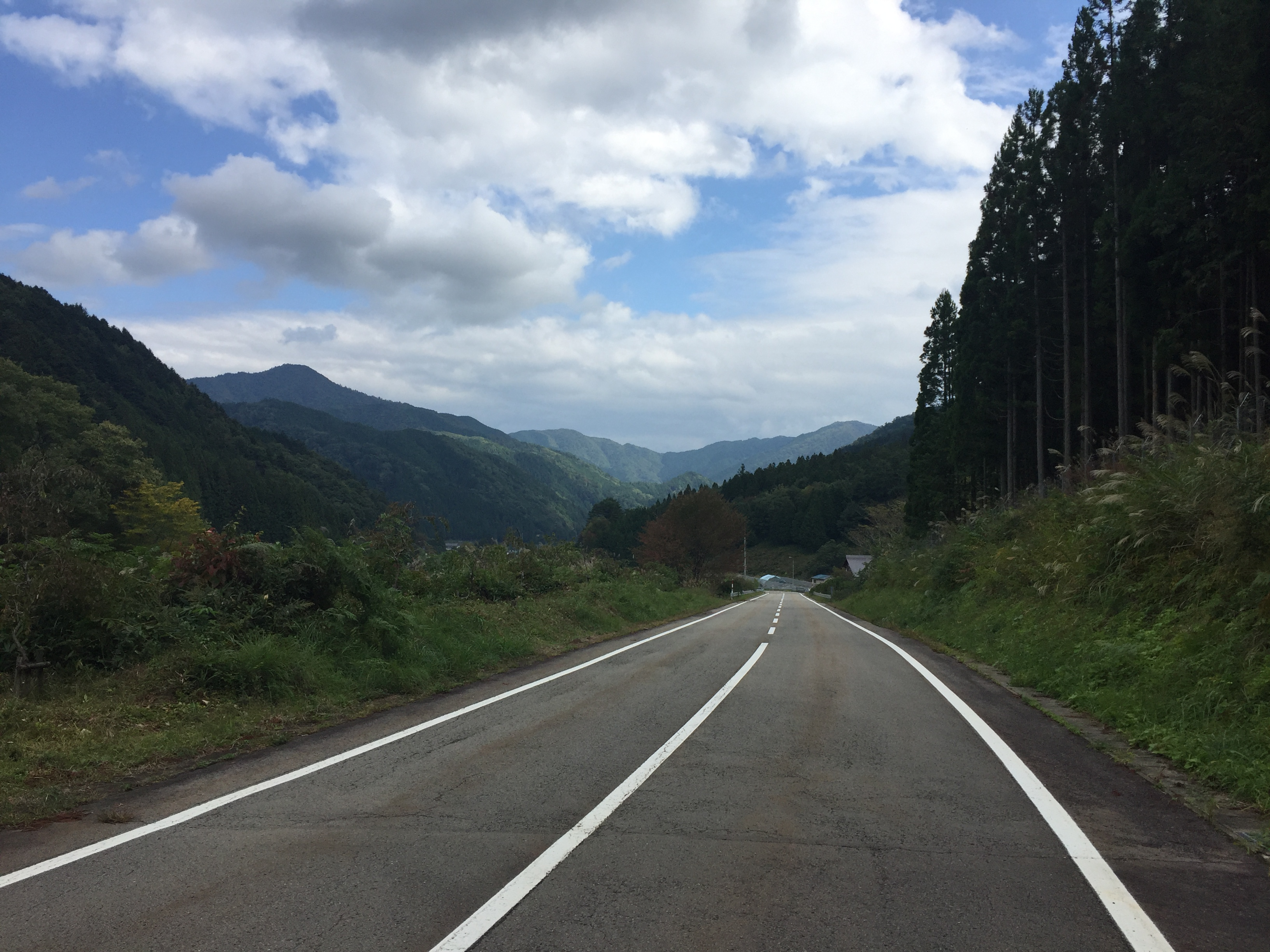
郡上市明宝小川地内

## 概要
下呂市金山町金山の国道41号下妙見町交差点が起点である。道の駅飛騨金山ぬく森の里温泉を過ぎて馬瀬川沿いに北に向かう。濃飛横断自動車道和良金山トンネルを経由し、岩屋ダムの横を通過し、岩屋ダムのダム湖、東仙峡金山湖東岸をトレースするように進む。下呂市馬瀬下山（旧益田郡馬瀬村）にいったん入り、馬瀬川に架かる馬瀬大橋を渡ると、再び旧金山町に入り、馬瀬川支流の弓掛川に沿って進む。途中、郡上市明宝小川（旧郡上郡明宝村）に入る。小川地区を過ぎるとめいほうトンネルを通って小川峠を抜ける。めいほうトンネルを抜けた後、岐阜県道329号美並和良明宝線との交差点で北に折れ、郡上市明宝畑佐の国道472号交点が終点。

### 路線データ
- 起点：岐阜県下呂市金山町金山（国道41号交点）
- 終点：岐阜県郡上市明宝畑佐（国道472号交点）
- 総延長：約37.28km

## 歴史

### 年表
- 1982年（昭和57年）4月1日 - 建設省（現・国土交通省）が主要地方道に指定[1]。
- 1983年（昭和58年）1月28日 - 岐阜県が路線認定。
- 2016年（平成28年）3月18日 : 岐阜県告示第176号により、起点が下呂市金山町祖師野から下呂市金山町金山に変更される。下呂市金山町金山 - 郡上市和良町方須・和良IC - 下呂市金山町岩瀬・金山IC間が新たに当県道に指定される。このうち下呂市金山町金山 - 郡上市和良町方須・和良IC間は国道256号と重用となる[2]。
- 2016年（平成28年）3月25日 : 岐阜県告示第195号・第198号・第200号により、濃飛横断自動車道の一部として和良金山道路が開通。これに伴い、下呂市金山町祖師野 - 下呂市金山町岩瀬・金山IC間は濃飛横断自動車道経由のみとなり、馬瀬川沿いを経由する旧道は下呂市道となった。また、下呂市金山町金山 - 郡上市和良町方須・和良IC間は国道256号の指定から外れ、本路線の単独区間となった[3]。
- 2021年（令和3年）10月27日 : めいほうトンネル (1,653 m) を含む小川工区 (2,000 m) が開通[4]。
- 2022年（令和4年）4月1日 : 岐阜県告示第140号・第141号により、めいほうトンネルを含む区間と並行し、小川峠を越える旧道が県道の指定から外れる[5]。

## 路線状況

### 別名
- 瑞山街道（下呂市）

### 重複区間
- 濃飛横断自動車道（国道256号）（郡上市和良町方須 - 下呂市金山町岩瀬）

### 道路施設
- 和良金山トンネル（郡上市 - 下呂市）：濃飛横断自動車道との重複区間
- 馬瀬大橋（下呂市、馬瀬川）
- めいほうトンネル（郡上市）：小川峠を越える区間のバイパスとして2021年10月27日に開通[4]

## 地理

### 通過する自治体
- 岐阜県
  - 下呂市
  - 郡上市

### 交差する道路
- 国道41号（国道256号重複）（下呂市金山町金山・下妙見町交差点）
- 岐阜県道85号金山上之保線（下呂市金山町戸部）
- 濃飛横断自動車道（国道256号）（郡上市和良町方須・和良IC）
- 濃飛横断自動車道（国道256号）（下呂市金山町岩瀬・金山IC）
- 岐阜県道431号下山名丸線（下呂市馬瀬下山）
- 岐阜県道329号美並和良明宝線（郡上市明宝畑佐）
- 国道472号（郡上市明宝畑佐）

### 主な峠
- 小川峠（郡上市）

### 周辺
- 馬瀬川
- 道の駅飛騨金山ぬく森の里温泉
- デイリーヤマザキ下呂金山中央店
- 下呂市立金山病院
- 金山リバーサイドスポーツセンター
- 祖師野八幡宮
- 岩屋岩蔭遺跡（金山巨石群）
- 岩屋ダム
- 東仙峡金山湖